# Wendy Guevara
Wendy Guevara (León, Guanajuato; 12 de agosto de 1993) es una celebridad de internet, cantante, actriz y empresaria mexicana. Alcanzó reconocimiento mediático a partir de un video viralizado en redes sociales y YouTube en la década de los años 2010. Junto con Paola Suárez, forma parte del concepto artístico de Las Perdidas, además de desarrollar una carrera en solitario.
Desde 2021, Guevara también ha incursionado en la música, lanzando los sencillos y videoclips «Mua», «Hey perra», «Hasta que salga el sol» y «TAPU», además de colaborar musicalmente con otros artistas. Wendy también se ha desempeñado como conductora, principalmente en espacios de internet. En 2023, fue parte del elenco del programa de telerrealidad La casa de los famosos México, del conglomerado TelevisaUnivision, obteniendo el primer lugar del concurso televisivo y convirtiéndose en la primera mujer trans en ganar un programa de ese tipo de contenido en México.

## Biografía

### Primeros años e inicios
Nació en la ciudad de León de Los Aldama, Guanajuato. Es una de los cuatro hijos de Francisco Guevara y Fabiola Venegas Vázquez. Vivió una infancia comprometida, debido a los problemas de alcoholismo de su padre, además de tener que ocultar su orientación sexual e identidad de género. Su familia se dedica a la fabricación de calzados y Wendy trabajó por mucho tiempo en el negocio familiar. Sufrió de acoso escolar por su identidad de género y solo logró terminar la educación primaria.
Cuando tenía siete años de edad, fue víctima de abuso sexual; a los ocho años fue arrollada por un camión. En su infancia, Wendy veía en televisión a algunas otras mujeres trans que aparecían en medios. Ella ha citado a la actriz trans mexicana Alejandra Bogue como una de sus principales referencias mediáticas.
Wendy comenzó a adoptar atuendo femenino con el apoyo de su amiga Lucero, una mujer trans que era propietaria de una estética cercana al barrio de San Juan de El Coecillo, donde Wendy creció. Esta mujer permitía que Wendy y otras jóvenes trans se vistieran de mujer dentro de su casa. En sus inicios, al travestirse Wendy utilizaba el nombre de Vianney. Fue Lucero quién la bautizó con el nombre de Wendy en referencia a un personaje interpretado por la actriz Angélica Vale llamado «Wendy Nayeli» de la telenovela Amigas y rivales (2001). A los diecinueve años, ejerció por un tiempo la prostitución en la Ciudad de México.

### 2017–2022:Las Perdidase incursión en la música
En septiembre de 2017, Wendy y Paola Suárez fueron a un cerro aledaño a su ciudad de origen. Sus acompañantes se ausentaron por varias horas para buscar bebida. Ambas decidieron grabar un video donde bromearon un poco sobre su situación y pronunciaron la frase: «¡Estamos perdidas, perdidas, perdidas!». Paola compartió su video en su cuenta de Facebook. Un amigo de Paola subió el video a la red social Facebook y dos semanas después, el video se había vuelto viral en redes sociales, obteniendo reconocimiento. En ese mismo año acuden a los Premios MTV Millennial Awards a recoger un premio. Como Paola radicaba en la Ciudad de México, Wendy decidió compartir contenido en YouTube e invitó a Kimberly Irene a secundarla.
Tras el alcance de dicho video, Wendy, Paola y posteriormente también Kimberly, iniciaron el proyecto artístico de Las Perdidas. Las tres crean contenido audiovisual en la plataforma de YouTube. Además han participado en varios programas en plataformas y televisión. En 2019, Wendy y Paola debutaron en televisión al participar en un especial virtual para la telenovela Doña Flor y sus dos maridos (2019), con la cadena Televisa. En sus contenidos en redes, han ido anexando a su grupo de amigos, en lo que ahora se conoce como El clan de las perdidas.
En 2022, Wendy y sus compañeras colaboraron con la periodista Adela Micha en la plataforma virtual La Saga, con el programa Ni tan perdidas. Posteriormente, el trío participó en la serie de televisión biográfica Gloria Trevi: ellas soy yo (2023), producida por Carla Estrada para Televisa y basada en la vida de la cantante Gloria Trevi.
En 2021, Guevara inicia su carrera musical, estrenando en plataformas virtuales los sencillos promocionales «Mua», «Hey perra», «Hasta que salga el sol» «Putssy» (en colaboración con la cantante drag queen Trixy Star), «Las bebas trans» y «Tu malandrito» (con Pol Prince). La mayoría de los temas pertenecen a los géneros musicales EDM y pop latino.

### 2023–presente: telerrealidad
En febrero de 2023, publicó su tema promocional «TAPU». En junio de 2023, se reveló como participante del programa de telerrealidad, La casa de los famosos México, transmitido por los canales de TelevisaUnivision: Las Estrellas, Canal 5 y el servicio de streaming hispano, Vix. Tras permanecer 71 días en la competencia, Wendy ganó la competencia televisiva, convirtiéndose en la primera mujer trans en ganar un programa de ese contenido en México y Latinoamérica, la cual recibió un total de 18.2 millones de votos.
Tras el alcance mediático y rating, se reveló que tendría su propio reality en Vix, titulado, Wendy, perdida pero famosa.
En febrero de 2024, lanzó la canción «Sacude» en colaboración con Nicola Porcella. En marzo, a través de sus redes sociales anunció que sería embajadora de la marca de cosméticos, MAC Cosmetics para México. En mayo, hizo una participación especial en La casa de los famosos Colombia del canal, RCN y Vix.
En agosto de 2024, Guevara apareció en la lista de los 25 creadores de contenido más importantes del mundo de la revista Rolling Stone.

## Vida personal
Aunque se le ha relacionado con el entrenador y cantante venezolano de música urbana, Marlon Colmenarez, Guevara ha manifestado públicamente que su relación es estrictamente amistosa.
En 2023, Guevara explicó públicamente en el pódcast de los youtubers, La Divaza y La José, que no se identifica como una mujer, sino como una chica trans. Parte de algunos grupos de la comunidad LGBT, han criticado la postura de Wendy, la cual no se defina totalmente como mujer, sino de «mujer trans». Al haber formado parte de un programa de telerrealidad de exposición masiva en México y en otros países latinos, Wendy, sin pretenderlo, marcó historia y representó y visibilizó al colectivo trans en medios de comunicación.

## Discografía
| Sencillos - «Mua» - «Hey perra» - «Hasta que salga el sol» - «CUCA» (con La Pirris) - «Resulta y resalta» - «Ciento y Pico» (con Jawy Mendez) - «SACUDE» (con Nicola Porcella) | Colaboraciones - «Putssy» (de Trixy Star) - «Tu malandrito» (de Pol Prince) - «CHINGATELO» (con La Kyliezz & Purga de La Más Draga) |

## Filmografía
| Año  | Título                          | Rol                | Nota                                                               | Ref.   |
| ---- | ------------------------------- | ------------------ | ------------------------------------------------------------------ | ------ |
| 2019 | Doña Flor y sus dos maridos     | Ella misma         | Participación especial en especial virtual, junto con Paola Suárez | [ 65 ] |
| 2023 | La casa de los famosos México   | Ella misma         | Ganadora                                                           | [ 67 ] |
| 2023 | Gloria Trevi: ellas soy yo      | Trabajadora sexual | 2 episodios. Participación especial, junto con Las Perdidas        | [ 68 ] |
| 2023 | Wendy, perdida pero famosa      | Ella misma         |                                                                    | [ 53 ] |
| 2023 | ¿Quién es la máscara?           | Ella misma         | Como invitada                                                      |        |
| 2024 | La casa de los famosos Colombia | Ella misma         | Como invitada                                                      | [ 56 ] |
| 2024 | La Más Draga: Solo Las Más      | Ella misma         | Conductora                                                         |        |
| 2024 | Un amor vieJJOO en París        | Ella misma         | Protagonista                                                       | [ 69 ] |
| 2025 | Desiguales                      | Ella misma         | Conductora                                                         |        |

## Distinciones

### Premios y nominaciones
| Año  | Premiación            | Trabajo nominado | Categoría              | Resultado | Ref.   |
| ---- | --------------------- | ---------------- | ---------------------- | --------- | ------ |
| 2017 | MTV Millennial Awards | Las Perdidas     | Lords & Ladies del Año | Ganadoras | [ 70 ] |
| 2021 | MTV Millennial Awards | Las Perdidas     | Filósofas del Año      | Nominadas | [ 71 ] |
| 2022 | MTV Millennial Awards | Las Perdidas     | Miawdio del año        | Ganadora  | [ 72 ] |
| 2023 | MTV Millennial Awards | Ella misma       | Ícono MIAW             | Ganadora  | [ 73 ] |